# Râul Păpăuți
Râul Păpăuți este un curs de apă, afluent al Râului Covasna. 